# Honschaft Schnittert
Die Honschaft Schnittert war im Mittelalter und der Neuzeit eine Honschaft im Kirchspiel und Gerichtsbezirk Wald innerhalb des bergischen Amts Solingen. Sie umfasste das heutige Solinger Stadtgebiet in Teilen der Stadtteile Ohligs und Merscheid und Teile am Westrand von Hilden.
Die Honschaft bestand bereits um das Jahr 1220, als Graf Engelbert von Berg seine Grafschaft Berg in Gerichtsbezirke aufteilte. Die Honschaft Schnittert war bereits zu dieser Zeit eine von acht Honschaften des Kirchspiels Wald, das zugleich ab dieser Zeit einen Gerichtsbezirk bildete.
Nach Ende der französischen Besetzung zu Beginn des 19. Jahrhunderts und Auflösung des Großherzogtums Berg 1815 wurde die Honschaft Schnittert – unter Beibehaltung der von den Franzosen durchgeführten kommunalen Neugliederung des Herzogtums – schließlich als Landgemeinde der Bürgermeisterei Merscheid im Kreis Solingen des Regierungsbezirks Düsseldorf innerhalb der preußischen Rheinprovinz zugeordnet und war damit bis in das 19. Jahrhundert eine der untersten bergischen Verwaltungseinheiten. 1815/16 lebten 835 Einwohner in der Honschaft.
Laut der Statistik und Topographie des Regierungsbezirks Düsseldorf gehörten zu der Honschaft 1832 folgende Ortschaften und Wohnplätze (originale Schreibweise): Hasselsheide, Baurmannsheid, Pannenschoppen, Dunkelsberg, Honigsheide, Braband, Potzhof, Diepenbruch, Klein Holland, Kalferstert, Trotzhilden, Maubeshaus, Blech, Broßhaus, Broßmühle, Neuenhaus, Kottendorf, Keusenhof, Schnittert, Kuckesberg, Maubes, Wilzhaus, Caspersbruch, Minhof, Garzenhaus, Unten Itter, Baverts und Häusgen.
Zu dieser Zeit gab es ein öffentliches Gebäude, 208 Wohnhäuser, drei Mühlen bzw. Fabriken und 188 landwirtschaftliche Gebäude. Es lebten 1.172 Einwohner in der Honschaft, davon 209 katholischen und 963 evangelischen Glaubens.
Mit der Erhebung der Bürgermeisterei Merscheid 1856 zur Stadt entfielen die Honschaften als Verwaltungseinheit.